# Samuel Phelps
Samuel Phelps (Devenport, 13 febbraio 1804 – Coopersale, 6 novembre 1878) è stato un attore teatrale, regista e direttore teatrale inglese.

## Biografia
Phelps effettuò una lunga gavetta nei teatri provinciali, e nel 1837 debuttò a Londra ne Il mercante di Venezia.
Successivamente collaborò con William Charles Macready al Covent Garden interpretando i ruoli di Otello e di Jago.
Quando Macready si trasferì al Drury Lane, Phelps proseguì la fruttuosa collaborazione, assumendo anche il compito di regista teatrale.
Una volta abbandonato Macready, Phelps passò al Sadler's Wells Theatre, di cui divenne direttore teatrale, realizzando l'impresa di mettere in scena praticamente tutte le opere di William Shakespeare (trentaquattro), tranne quattro.
La regia di Phelps si caratterizzò per il rispetto dei testi originali, dopo le libere interpretazioni del Settecento, per una grande attenzione a tutti gli elementi della messinscena, che portarono Phelps a divenire un punto di riferimento della regia shakesperiana inglese.